# .th
.th és el domini de primer nivell territorial (ccTLD) de Tailàndia. L'administra el THNIC, la filial empresarial de la Fundació del Thai NIC.
Registrar un nom de domini .co.th és complicat, i per això la major part dels webs tailandesos utilitzen un domini .com. Per registrar un nom de domini .co.th s'han d'ajuntar còpies dels documents de registre de l'empresa amb el mateix nom que el nom de domini sol·licitat.
Una empresa només pot registrar un únic domini .co.th, i això fa impossible de facilitar la identificació dels productes d'una empresa utilitzant diferents noms o mots de marca com a nom de domini.

## Dominis de segon nivell
El THNIC accepta registres només al tercer nivell, per sota d'algun de set noms predefinits de segon nivell:
- .ac.th Acadèmic
- .co.th Comercial
- .go.th Governamental
- .mi.th Militar
- .or.th Organitzacions sense ànim de lucre
- .net.th Proveïdor d'Internet
- .in.th Individus (o organitzacions)

## Segon domini de primer nivell
El 2010 es va introduir un nou domini de primer nivell per a Tailàndia, per a noms en la llengua pròpia. Aquest domini és .ไทย. Des de 2011, hi ha actius milers de webs amb aquest domini. Sembla que els dominis de segon nivell s'assignen directament als propietaris del web.